# Angels Fall First
Vous lisez un « bon article » labellisé en 2023.
Albums de Nightwish
Oceanborn
(1998)
Singles
1. The Carpenter
Sortie : 1er novembre 1997

Angels Fall First est le premier album studio du groupe de metal symphonique finlandais Nightwish, sorti le 1er novembre 1997 chez Spinefarm Records. L'édition originale limitée à 500 exemplaires comprend sept titres, dont deux ne figurent pas sur l'édition suivante. The Carpenter sort comme unique single en mars 1997. Il s’agit du seul album du groupe à présenter la formation comme étant un quatuor ; alors composé de Tuomas Holopainen, Emppu Vuorinen, Tarja Turunen et Jukka Nevalainen. Par la suite l’album est considéré par le groupe comme étant une démo.
Angels Fall First est le premier et seul album à bénéficier d'éléments entièrement acoustiques et ambiants, particularité mise à l'écart dès la sortie d'Oceanborn (1998) afin de s'orienter vers un power metal symphonique qui fera la renommée du groupe. C’est aussi l’unique album du groupe où le chant masculin est assuré par Tuomas Holopainen, le claviériste et compositeur principal du groupe, qui ne réitère plus jamais l'expérience par la suite, tant il trouvera cette expérience désagréable.
L’album permet alors au groupe de se construire une petite notoriété en Finlande, bien que les critiques présentent des avis mitigés. Il atteint en 1998 la 31e place des charts finlandais et devient disque d’or en 2001 avec 20 000 exemplaires vendus.

## Contexte

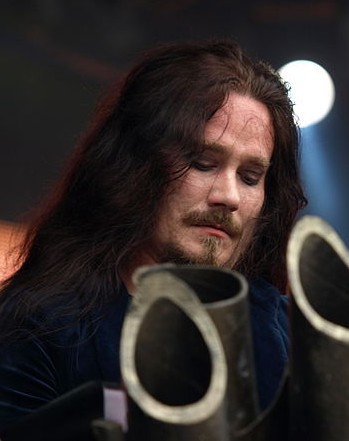
Tuomas Holopainen, claviériste et auteur-compositeur, est l'origine de la création de Nightwish.

Au début des années 1990, Tuomas Holopainen, jeune musicien finlandais originaire de Kitee, joue comme claviériste de session dans quelques groupes de metal locaux comme Darkwoods My Betrothed, Nattvindens Gråt ou Dismal Silence,. Mais aucun de ces groupes ne lui permet de composer, hormis pour la partie A New Heaven A New Earth acte IV du morceau concluant l’album Heirs Of The Northstar de Darkwoods My Betrothed,. Durant cette période, il est enrôlé dans l’armée finlandaise où il obtient dans l’orchestre militaire un poste de clarinettiste, ce qui lui évite les activités liées aux armes à feu. Lors de cette période, il écrit quelques chansons.
À 19 ans, en juillet 1996, lors d’une nuit de feu de camp en compagnie de ses amis de Nattvindens Gråt sur une île au large de Kitee, le claviériste lance son idée de former son propre groupe afin de développer sa créativité musicale,. Cette formation, alors sans nom et qui ne serait rien de très sérieux, sera un projet de musique «  acoustique et son style serait la musique d'ambiance. Ce ne serait pas du tout du heavy metal — nous aurions de la guitare acoustique, quelques flûtes, des cordes, du piano, des claviers, et certainement une chanteuse  » et elle serait jouée autour de feu de camp. L’idée d’avoir une chanteuse lui est alors importante car des groupes comme « The 3rd and the Mortal, Theatre of Tragedy de Norvège et The Gathering de Hollande étaient très importants pour [lui] »,.
Il invite bientôt son ami Erno « Emppu » Vuorinen à jouer de la guitare acoustique et son ancienne camarade classe la chanteuse lyrique Tarja Turunen,, qui a joué dans le même groupe de jazz que lui et dont il ignore sur le moment les capacités vocales. Les trois musiciens entrent au studio Huvikeskus en décembre 1996 en compagnie de Tero Kinunen pour enregistrer trois démos acoustiques. Cette première démo est produite sur une longue durée car les claviers sont enregistrés chaque week-end pendant un mois. Les parties de guitare sont réalisées ensuite en quelques jours. Les parties de flûte sont réalisées par deux connaissances d'Holopainen : Anni Summala et Anna-Mari Pekkinen. Les parties vocales de Turunen sont réalisées en une journée après qu’Holopainen lui a demandé d’inventer la mélodie pour les parties de chant,. Kinnunen déclare qu’ils ont «  probablement commencé le travail en décembre 1996 avec les claviers et le tout était emballé en janvier 1997 ».
Au moment de l’enregistrement les trois garçons se rendent compte que, à la suite de ses études à l’Académie Sibelius, la voix de Tarja Turunen est très éloignée de la voix « de jeune fille, claire, juvénile, très pure » de Kari Rueslåtten (The 3rd and The Mortal) et qu’elle est devenue beaucoup plus puissante qu'il ne s'en souvenait. Afin de réaliser un meilleur contraste entre la voix de Turunen et la musique du groupe, les deux garçons décident d’ajouter « quelques coups de « tsoin tsoin » orchestraux pour que cela coule mieux » avant de réaliser le mixage le même jour .
De cette session sortent trois démos : Nightwish (d’où le groupe tire son nom), The Forever Moments, et une première version d’Etiäinen,. Celle-ci est envoyée à de nombreuses maisons de disques dont Century Media, Spinefarm Records, Massacre Records, qui ne leur répondent pas, et au magazine finlandais Soundi dont la critique est résumée par Holopainen comme ceci : « Groupe merdique, Matériel merdique, aucun potentiel commercial »,,.
Après discussion, le groupe conclut que leur musique d’ambiance doit être plus grandiose et massive pour pouvoir s’accorder avec la voix de Turunen. Durant les répétitions suivantes du groupe, Emppu Vuorinen utilise une guitare électrique au lieu d'une acoustique en estimant que cela accompagnerait mieux sa voix et Holopainen décide que la musique de Nightwish devrait s’orienter sur de la musique plus metal. Le guitariste invite en 1997 son ami Jukka Nevalainen à les rejoindre à la batterie tandis qu’Holopainen réussit à signer un contrat avec Spinefarm Records,.

## Caractéristiques

### Écriture et composition

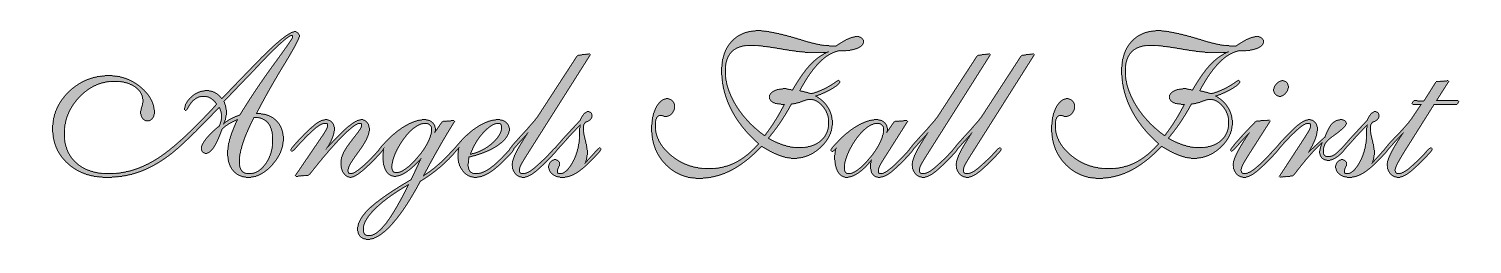
Logo de l'album.

Tuomas Holopainen, claviériste, leader et principal auteur-compositeur de Nightwish, écrit certaines des premières chansons (comme The Carpenter, Astral Romance ou Angels Fall First) pour le groupe durant son service militaire. Afin d’avoir un avis sur eux, le claviériste demande à son camarade Teemu Kautonen, auteur-compositeur de Nattvindens Gråt, de lui donner son avis et de l’aider à corriger ce qui pourrait ne pas aller. Il explique que chaque chanson de l’album lui a demandé beaucoup d’efforts et que « leur naissance [lui] a toujours procuré du bonheur ». L’autre partie des chansons de l’album, comprenant Elvenpath, Know Why The Nightingale Sings et Beauty And The Beast, est écrite après que le groupe a décidé de s’orienter vers la musique metal,.
Pour cet album, la musique est gérée par tous les membres de Nightwish, Holopainen écrivant une grande partie du matériel avant de l’enregistrer sur bande. Une fois celle-ci réalisée, il expérimente avec Emppu Vuorinen et Jukka Nevalainen dessus en cherchant à combler à la guitare acoustique les vides instrumentaux. Le batteur déclare qu’ils « ont passé en revue les différentes chansons, et [qu’il] peu[t] encore [s]e rappeler comment Astral Romance [les] a marqués. […] The Carpenter était aussi impressionnant ». Tarja Turunen s’occupe des parties vocales. Le groupe a alors dans son répertoire sept chansons acoustiques, dont les parties de claviers se retrouveront sur l’édition limitée à 500 exemplaires d’Angels Fall First. Sur la demande d’Ewo Pohjola, guitariste de Babylon Whores et développeur artistique de Spinefarm, le groupe produit quatre autres chansons plus metal, avec l’ambition de pouvoir « faire mieux [que] tout le monde », ce qui explique le contraste entre les chansons aux « sonorités douces et acoustiques » avec celles « plus grandiloquentes, plus dramatiques ».

### Enregistrement

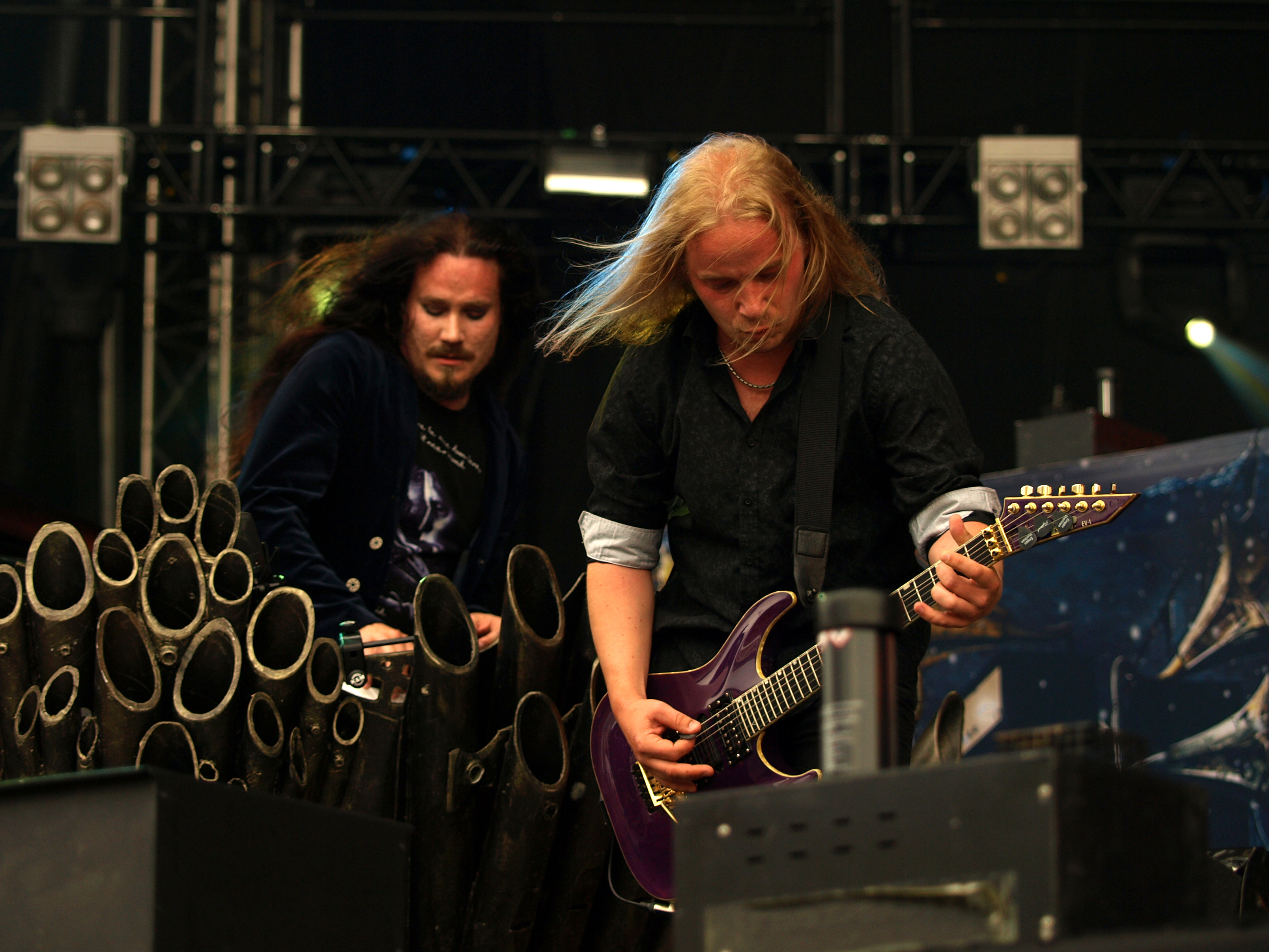
Tuomas Holopainen et Emppu Vuorinen participent à la production de l'album.

Les sessions d’enregistrement pour l’album se déroulent au studio Huvikeskus, qui se trouve dans « un centre de loisirs pour jeunes » construit au moment de la rénovation de l’école de Kitee. Manquant alors de matériel, Emppu Vuorinen et Tero Kinnunen demandent de l’aide à Plamen Dimov, leur professeur de musique, afin d’emprunter la table de mixage libre d’usage du Monttu Club, que le club refuse de leur accorder.
Les démos des sept premiers morceaux sont enregistrées entre décembre 1996 et janvier 1997 et sont produites par Tero Kinnunen, qui avait déjà réalisé quelques productions. Tuomas Holopainen est le premier des membres à enregistrer ses parties pour le futur album. Le groupe n’ayant pas répété avant les enregistrements, celui-ci s’aide d’un métronome avant de laisser la main libre aux autres membres du groupe. Il est suivi par Vuorinen, aux guitares et à la basse, qui explique avoir été très stressé quant au fait « d’avoir quelqu’un [Tero Kinnunen] qui nous surveillait constamment », parce que celui-ci « pourrait se mettre en colère » et qu’il « fallait qu’on joue vraiment super bien parce que nous étions en train de faire un album ». Le batteur Jukka Nevalainen enregistre ses parties lors d’une deuxième session d’enregistrement qui a lieu en septembre 1997. Lors d’une séance, le batteur se fracture une jambe et doit être hospitalisé. Il décide d’enregistrer en fauteuil roulant ses lignes de rythmes, mais les douleurs devenant de plus en plus fortes au moment d’enregistrer le morceau Tutankhamen, il finit par « tout jouer sauf la grosse caisse » qui est insérée plus tard à l’aide de claviers. Certaines parties de claviers, sur Tutankhamen sont enregistrées par Kinnunen et Vuorinen, Tuomas Holopainen étant retourné faire son service militaire. Selon Kinnunen, les parties vocales de Tarja Turunen sont enregistrées en « un week-end ». L’album est terminé en octobre et tous les frais de studio sont remboursés par Spinefarm Records.

### Style musical et thèmes des chansons
Angels Fall First, contrairement aux albums qui lui succéderont, est marqué par la présence de nombreux éléments folk et acoustiques car Nightwish devait être au départ, selon Tuomas Holopainen, un projet de « musique acoustique mélancolique » comportant uniquement une voix féminine, des claviers, des guitares et quelques flûtes,. Ainsi de nombreux morceaux comme Angels Fall First, Once Upon a Troubadour ou Lappi (Lapland) sont entièrement acoustiques. Ces premières compositions acoustiques, qui sont lentes et douces, sont construites en grande partie sur des arpèges sur lequel sont joués des accords. À la suite de la découverte de la voix lyrique de Tarja Turunen, le groupe se voit obligé de changer sa direction musicale pour quelque chose de plus « grandiose ». Comme Holopainen, Vuorinen et Nevalainen avaient joué dans des groupes de metal et signé avec un label orienté vers ce style, la transition du groupe vers cette musique « s'est faite naturellement, mais l'idée originale d'un groupe acoustique est toujours présente ». Mape Ollila, dans sa biographie du groupe décrit Angels Fall First comme étant « le disque de Nightwish le plus varié jusqu’ici, mais […] aussi le plus austère. Le groupe était encore clairement à la recherche de son propre son. Les morceaux varient entre des compositions mélancoliques, oniriques et progressives et des chansons quasiment folk, en passant par du pur heavy metal ».
La voix masculine entendue sur Beauty And The Beast, The Carpenter, Astral Romance et Once Upon a Troubadour est celle d'Holopainen, ainsi que les murmures au début de la version démo de Etiäinen. Après cette sortie, celui-ci n'a jamais souhaité chanter sur un autre album de Nightwish tant il trouve l’expérience désastreuse. L’album est marqué par les prémices du chant lyrique de Tarja Turunen, qui deviendra la marque de fabrique du groupe, jusqu’à son éviction en 2005 après la sortie de l’album Once (2004).

Sur ce premier opus une grande partie des paroles sont imprégnées par l’amour d’Holopainen pour « Donald Duck, les livres fantaisistes, les bonhommes de neige et d’autres choses fantastiques » et sont considérées comme très naïves. En effet, les chansons de ce premier album abordent des thèmes fantaisistes et en rapport avec l’univers des contes de fées, par exemple la chanson Elvenpath :
« The moonwitch took me to a ride on a broomstick

Introduced me to her old friend home gnome

Told me to keep the sauna warm for him »
— Tuomas Holopainen, Elvenpath
Il explique que ce premier morceau est « hommage aux mondes imaginatifs déjà créés ou à découvrir ». La chanson Beauty And The Beast fait directement référence au film d’animation Disney du même nom et compte des citations du film. L’intrigue de la chanson se concentre « uniquement sur le moment où la Bête souffre d'une affection non partagée pour la Belle, qui affirme à son tour que le monstre est incapable de lui offrir ce qu'elle désire ». Ici Holopainen incarne La Bête tandis que Turunen la Belle. Beauty And The Beast marque un thème qui reviendra le plus dans les chansons du claviériste : celui de l’amour pour quelqu’un ou quelque chose de plus grand et de plus beau.
Certaines chansons comme The Carpenter ou Angels Fall First abordent des thèmes religieux. Tutankhamen est basé sur un rêve dont l'univers se trouvait en Égypte antique. Le claviériste explique qu’à l’époque la chanson Nymphomaniac Fantasia, chanson abordant l’infidélité et la déloyauté qui sont selon lui « pires péchés que l'humanité ait créés »,, était sa plus grande réussite ; idée qu’il réfute aujourd’hui :« mais cela a été fait parce qu'il y avait un jeune enfant qui avait quelques, je ne sais pas… problèmes, ha ha ha ! Une vie amoureuse qui a mal tourné ou quelque chose comme ça. C'était une autre époque ». Know Why The Nightingale Sings est « une chanson sur la liberté, les rêves et le hobby » de la sœur d'Holopainen tandis que Lappi est écrit après une randonnée en Laponie et exprime l'amour du jeune homme pour ces paysages.

## Lancement et réception

### Lancement et promotion
Une fois que les sept premières démos sont enregistrées, Spinefarm Records, la maison de disques de la formation, décide de nommer le CD Angels Fall First et lance un premier tirage qui est interrompu au bout de 500 exemplaires car le label ne trouvait pas le contenu assez abouti,. Cette première édition est de nos jours très recherchée par les collectionneurs et un exemplaire s’est vendu à 1 137,23 dollars sur eBay en 2012. Comme Holopainen avait de nouvelles chansons, Riku Pääkkönen, le PDG de Spinefarm, décide de les intégrer à l’édition finale de l’album, en éloignant les titres Once Upon a Troubadour et A Return To The Sea qu’il considère comme trop pauvre,, qui est publié le 1er novembre 1997,. Le pressage original comporte l'adresse personnelle de Holopainen, un accident dû à la réimpression de la pochette démo de l'album,. L’album est publié le 6 mars 2001 aux États-Unis par le label Century Media.
À sa sortie Angels Fall First se vend à plus de 8 500 exemplaires en Finlande et se classe en 31e place des charts et reste cinq semaines dans le Top 40 finlandais, ; succès qui surprend le label et le groupe. L’album se vend à plus de 20 000 exemplaires en 2001 et reçoit un disque d’or dans son pays natal. En décembre 2009, l’album se vend à plus de 36 000 exemplaires rien qu’en Finlande. Il revient en 5e place des charts finlandais en 2022.

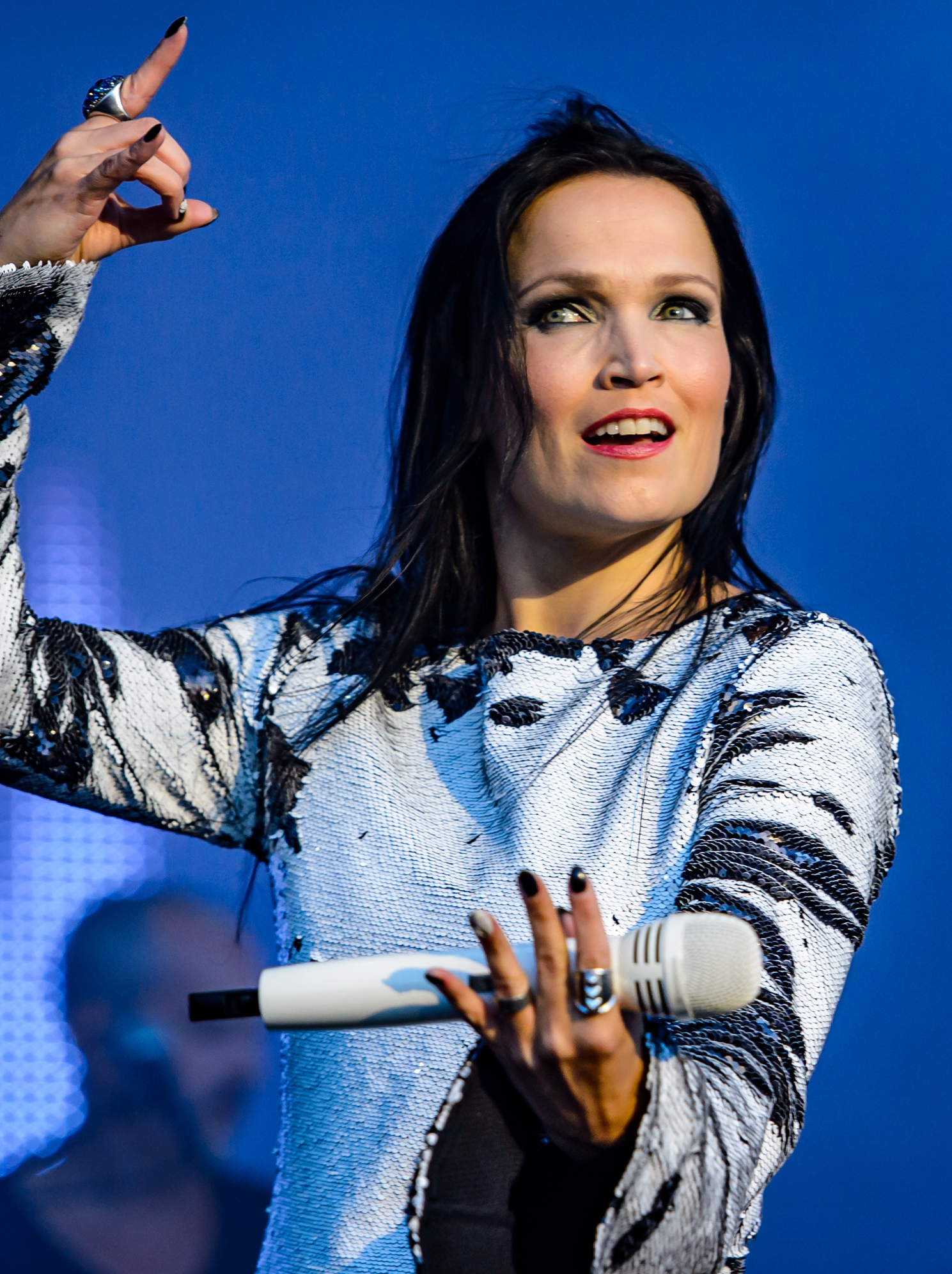
Tarja Turunen est la seule membre du groupe à apparaître dans le clip de The Carpenter

Afin de promouvoir l’album le groupe réalise un shooting photo, dirigé par la sœur d’Holopainen, près de Kuopio afin d'illustrer les articles de journaux sur eux et une interview avec Klaus Fleming pour l’émission radio de Metalliliitto. The Carpenter est choisi comme unique single et sort en même temps que l’album. Spinefarm ayant l’habitude à l’époque de promouvoir ses autres groupes inclut les morceaux Red Light In My Eyes, Part II de Children of Bodom et Only Dust Moves… de Thy Serpent au single. Le titre est pressé à 4 000 exemplaires et très vite 1 500 d’entre eux se vendent lui permettant de rester à la 15e place pendant dix-neuf semaines,,. En février 1999, The Carpenter atteint la 5e place des charts finlandais au moment de la sortie d’Oceanborn. Le groupe déclare que le single aurait pu être disque d’or si le label avait publié suffisamment d’exemplaires pour pouvoir y arriver. Pour donner une plus grande visibilité à la chanson Nightwish décide de réaliser un clip vidéo en compagnie de Sami Käyhkö. Turunen est la seule membre de la formation à apparaitre dans le clip,.
Le groupe organise sept concerts promotionnels et est alors soutenu par Samppa Hirvonen à la basse et Marianna Pellinen comme choriste et second clavier. Le premier a lieu en 1997 à Kitee, ville d’origine du groupe, pour une soirée du jour de l’an au Huvikeskus studio devant quatre cents personnes,. Parmi les sept dates de concerts planifiés le groupe joue au Lepakko club et au Tavastia Club d’Helsinki, deux boîtes connues pour accueillir des groupes de rock et de musique underground. Le groupe en garde un mauvais souvenir à la suite du stress et des remarques misogynes et sexistes envers Turunen.

### Réception
À sa sortie Angels Fall First reçoit des accueils mitigés. Certains qualifient l’album de « Vantardise insignifiante… Pas de grandes espérances… » tandis que le journal local Karjalainen publie un article élogieux sur l’album considérant Nightwish comme le groupe le plus « exotique » du monde et décrit sa musique comme étant du « heavy metal harmonieux »,. L’album reçoit un peu d’attention et des critiques favorables dans d’autres pays qui n’hésitent pas à les voir comme le futur « Gathering finlandais »,. Tarja Turunen déclare que ces bonnes réceptions et « cette popularité nous faisaient du bien ».
Sur internet l’album reçoit des critiques moyennes, qui comparent l’album à ses successeurs. Le critique du site Metal Reviews déclare que sur cet opus « on peut certainement voir certains éléments du Nightwish d'aujourd'hui, mais on voit aussi le chemin parcouru depuis ces humbles débuts » et que le groupe développe un genre nouveau dont « son ensemble est une affaire tiède, les musiciens ne semblent pas sûrs d'eux et sont nerveux, ce qui se ressent dans leurs performances ». Eduardo Rivadavia, critique d’AllMusic, annonce aussi que l’album marque le début des « capacités d'écriture déjà assez avancées » de Tuomas Holopainen et que « les Nightwish naissants ne faisaient en fait qu'effleurer la surface de leur potentiel commercial ». Il complimente aussi le côté éclectique de l’album et les efforts de réalisation des membres encore inexpérimentés. The Metal Observer déclare que l’album n’est pas « aussi fort que les autres [albums du groupe] »  mais qu’il est agréable bien qu’il manque de quelque chose.

## Futur de l’album

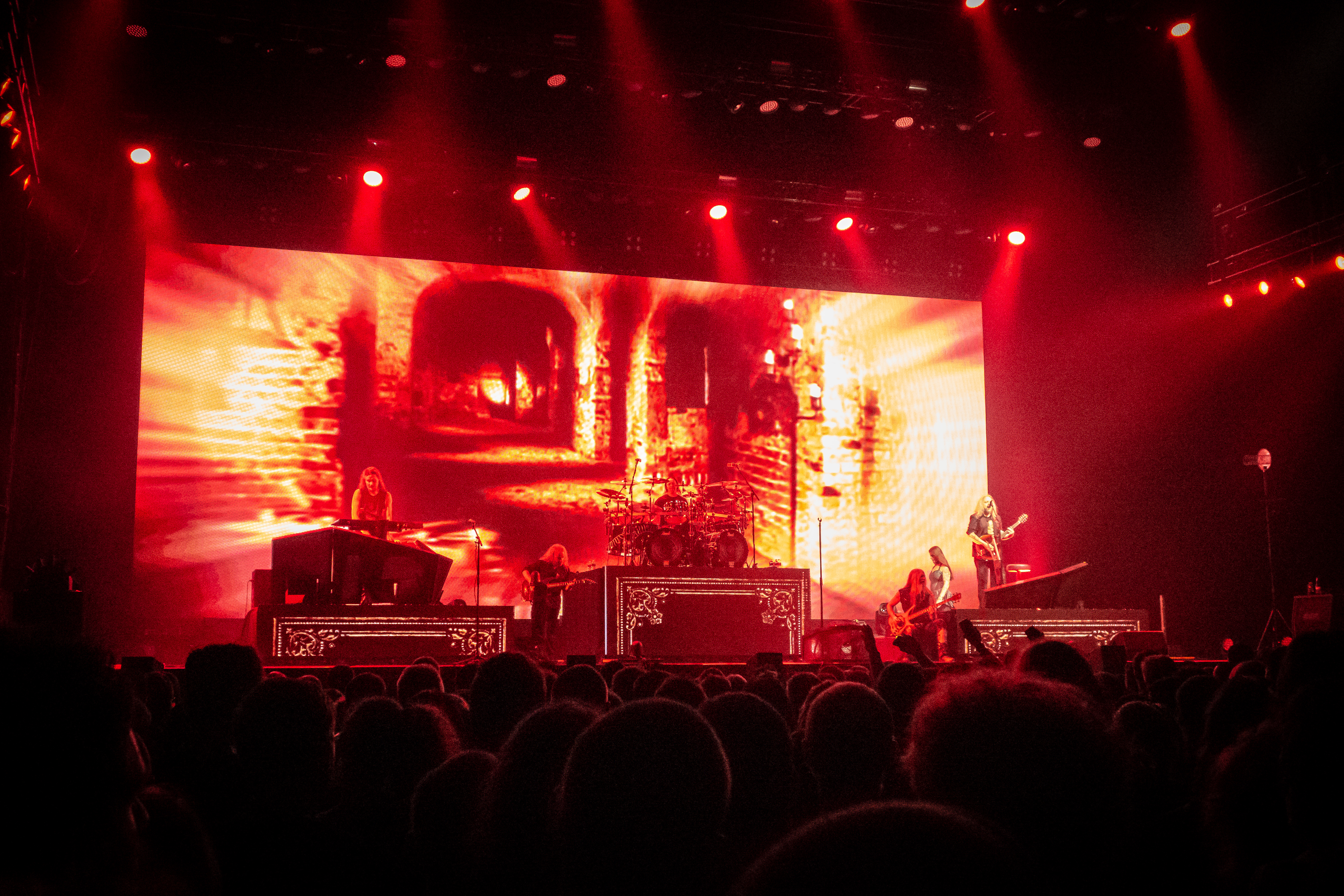
Nightwish jouant The Carpenter lors du Decades World Tour à Genève en 2018.

Certaines des chansons d’Angels Fall First seront présentes dans les compilations futures du groupe avec Tarja Turunen, notamment sur Wishmastour 2000, Bestwishes, Highest Hopes et sur Walking in the Air: The Greatest Ballads, puis sur Decades (2018), la compilation des vingt ans du groupe. La chanson Astral Romance est réenregistrée, avec Tony Kakko de Sonata Arctica sur les parties vocales masculines, pour être publié en 2001 sur l’EP Over the Hills and Far Away.
Après la parution d’Oceanborn en 1998, chaque membre de Nightwish considérera ce premier album comme étant une « démo »,  et plus particulièrement Holopainen qui le qualifie de simple ébauche de la musique future du groupe. En 2022, lors d’une interview avec Metal Hammer, Tarja Turunen déclare que l’album est « une sorte de deuxième démo » mais que « c’était très excitant. Nous étions si jeunes que, lorsque je m'écoute, c'est insupportable. Mais tout le monde a besoin de commencer quelque part ».
Lors d'une interview en 2011 à la suite de la publication d’Imaginaerum et du film qui en suivit, à la suite d'une question qui est de savoir quel autre album de Nightwish Holopainen souhaitait voir être transformé en film, il répond que ce serait Angels Fall First, et qu'il s'agirait d'une « comédie en noir et blanc ».
Certaines chansons de l’album comme Elvenpath et Beauty And The Beast deviennent très rapidement des classiques du groupe et sont jouées de temps en temps jusqu’au renvoi de Tarja Turunen en 2005. Ces deux chansons sont présentes dans les albums live From Wishes to Eternity et End of Innocence,. Aucun titre de l’album ne sera joué sur scène durant toute la période avec Anette Olzon (2007-2012). Les chansons Elvenpath et The Carpenter, dont les parties vocales sont chantées par la chanteuse Floor Jansen et le multi-instrumentiste Troy Donocley, qui ont intégré Nightwish en 2013, et sont réarrangés afin de les inclure de nouveau dans la setlist du groupe pour le Decades World Tour (2018),,. Dans une interview réalisée en 2018 avec Le Parisien, Donocley explique que les titres de cet album ne sont « pas près de revenir dans la setlist à l'avenir. […] Cette tournée est vraiment l'opportunité de les entendre pour la dernière fois ». En 2018, Turunen interprète lors de sa tournée The Shadow Shows la chanson Tutankhamen, intégré à un meddley Nightwish, qui est présente sur l'album live Act II,.

## Liste des titres
Une première démo de l'album a été faite de mars à juin 1997 contenant les titres suivants :
| No   | Titre                   | Durée |
| ---- | ----------------------- | ----- |
| 1.   | Astral Romance          | 5:12  |
| 2.   | Angels Fall First       | 5:34  |
| 3.   | The Carpenter           | 5:57  |
| 4.   | Nymphomaniac Fantasia   | 4:47  |
| 5.   | Once Upon A Troubadour  | 5:23  |
| 6.   | A Return To The Sea     | 5:48  |
| 7.   | Lappi (Lapland)         | 9:19  |
| 7.1. | Erämaajärvi             | 2:15  |
| 7.2. | Witchdrums              | 1:18  |
| 7.3. | this Moment is Eternity | 3:12  |
| 7.4. | Etiäinen                | 2:34  |

Il y a eu une deuxième édition contenant les titres suivants :
| No   | Titre                                    | Durée |
| ---- | ---------------------------------------- | ----- |
| 1.   | Elvenpath                                | 4:42  |
| 2.   | Beauty And The Beast                     | 6:24  |
| 3.   | The Carpenter                            | 5:58  |
| 4.   | Astral Romance                           | 5:13  |
| 5.   | Angels Fall First                        | 5:35  |
| 6.   | Tutankhamen                              | 5:32  |
| 7.   | Nymphomaniac Fantasia                    | 4:46  |
| 8.   | Know Why The Nightingale Sings           | 4:15  |
| 9.   | Lappi (Lappland)                         | 9:22  |
| 9.1. | Erämaajärvi                              | 2:16  |
| 9.2. | Witchdrums                               | 1:18  |
| 9.3. | This Moment is Eternity                  | 3:13  |
| 9.4. | Etiäinen                                 | 2:35  |
| 10.  | A Return to the Sea (Titre bonus)        | 5:46  |
| 11.  | Nightwish (demo) (Titre bonus)           | 5:49  |
| 12.  | The Forever Moments (demo) (Titre bonus) | 5:36  |
| 13.  | Etiäinen (demo) (Titre bonus)            | 2:59  |

## Crédits

### Membres
- Tarja Turunen — chants
- Emppu Vuorinen — guitares, basse
- Jukka Nevalainen — batterie, percussions
- Tuomas Holopainen — claviers, piano, mixage, chants (piste 2, 3, 4 et Once Upon A Troubadour)

### Crédits supplémentaires
- Tero Kinnunen — production, enregistrement, mixage
- Mika Jussila — mastering
- Esa Lehtinen — flûtes
- Garry Black — créateur de la pochette d'album
- Toni Härkönen — photographies

## Classements et certifications

### Classement en 1998
| Pays     | Chart                   | Meilleure position | Réf |
| -------- | ----------------------- | ------------------ | --- |
| Finlande | Suomen virallinen lista | 31                 | ,   |

### Classement en 2022
| Pays     | Chart                   | Meilleure position | Réf    |
| -------- | ----------------------- | ------------------ | ------ |
| Finlande | Suomen virallinen lista | 5                  | [ 42 ] |

### Certifications
| Pays                     | Certification |
| ------------------------ | ------------- |
| Finlande (IFPI Finland), | Or            |